# Сем Схеперман
Сем Схе́перман (нід. Sem Scheperman; нар. 24 червня 2002) — нідерландський футболіст, півзахисник клубу «Гераклес».

## Клубна кар'єра
Виступав за юнацьку команду «Голтен», а 2010 року приєднався до академії «Твенте». 4 березня 2022 року підписав контракт з академією «Гераклесом», що розрахований до літа 2023 року. 11 травня 2022 року дебютував в основному складі «Гераклеса» в матчі Ередивізі проти «Валвейка», вийшовши на заміну Ніколаю Лаурсену. За підсумками сезону його команда понизилась в класі після 17 сезонів в Ередивізі.
5 травня 2023 року в матчі Еерстедивізі проти «Дордрехта» забив свій перший гол за «Гераклес». За підсумками сезону допоміг команді виграти Еерстедивізі та повернутися в еліту.
1 квітня 2025 року продовжив контракт з «Гераклесом» до літа 2026 року. 18 травня 2025 року в матчі проти НЕКа вперше відзначився м'ячем в Ередивізі.

## Статистика виступів
Станом на 10 серпня 2025 
| Клуб              | Сезон             | Чемпіонат         | Чемпіонат | Чемпіонат | Кубок | Кубок | Єврокубки | Єврокубки | Інші  | Інші | Всього | Всього |
| Клуб              | Сезон             | Дивізіон          | Матчі     | Голи      | Матчі | Голи  | Матчі     | Голи      | Матчі | Голи | Матчі  | Голи   |
| ----------------- | ----------------- | ----------------- | --------- | --------- | ----- | ----- | --------- | --------- | ----- | ---- | ------ | ------ |
| Гераклес          | 2021–22           | Ередивізі         | 1         | 0         | 0     | 0     | —         | —         | 1     | 0    | 2      | 0      |
| Гераклес          | 2022–23           | Еерстедивізі      | 20        | 1         | 1     | 0     | —         | —         | —     | —    | 21     | 1      |
| Гераклес          | 2023–24           | Ередивізі         | 22        | 0         | 1     | 0     | —         | —         | —     | —    | 23     | 0      |
| Гераклес          | 2024–25           | Ередивізі         | 23        | 1         | 2     | 1     | –         | –         | —     | —    | 25     | 2      |
| Гераклес          | 2025–26           | Ередивізі         | 1         | 0         | 0     | 0     | –         | –         | —     | —    | 1      | 0      |
| Всього за кар'єру | Всього за кар'єру | Всього за кар'єру | 67        | 2         | 4     | 1     | 0         | 0         | 1     | 0    | 72     | 3      |

## Досягнення
«Гераклес»
- Переможець Еерстедивізі: 2022–23[14]